# Diogo da Silva Farias
Diogo da Silva Farias hay Diogo Acosta (sinh ngày 13 tháng 6 năm 1990) là một cầu thủ bóng đá người Brasil thi đấu ở vị trí tiền đạo.

## Sự nghiệp
Incheon United ký hợp đồng với anh vào tháng 1 năm 2013. Trong mùa giải 2013, anh ghi 7 bàn trong 32 trận, năm 2014 gia nhập lại theo dạng cho mượn. Anh gia nhập the câu lạc bộ Tunisia Étoile Sportive du Sahel trong ký chuyển nhượng mùa hè 2015 với bản hợp đồng 3 năm.

## Danh hiệu

### Câu lạc bộ
Étoile Sportive du Sahel
- Tunisian Ligue: 2015-2016
- Cúp bóng đá Tunisia (1): 2014–15.
- Cúp Liên đoàn bóng đá châu Phi (1): 2015.